# Maringues
Maringues ist eine französische Gemeinde mit 3140 Einwohnern (Stand 1. Januar 2022) im Département Puy-de-Dôme in der Region Auvergne-Rhône-Alpes. Das Gemeindegebiet von Maringues beläuft sich auf 22,1 km². Die Gemeinde gehört zum Arrondissement Riom.
Maringues liegt im Regionalen Naturpark Livradois-Forez am Ufer des Flusses Morge.

## Städtepartnerschaft
Seit 1984 besteht eine Städtepartnerschaft mit der nordhessischen Stadt Hofgeismar.

## Weblinks

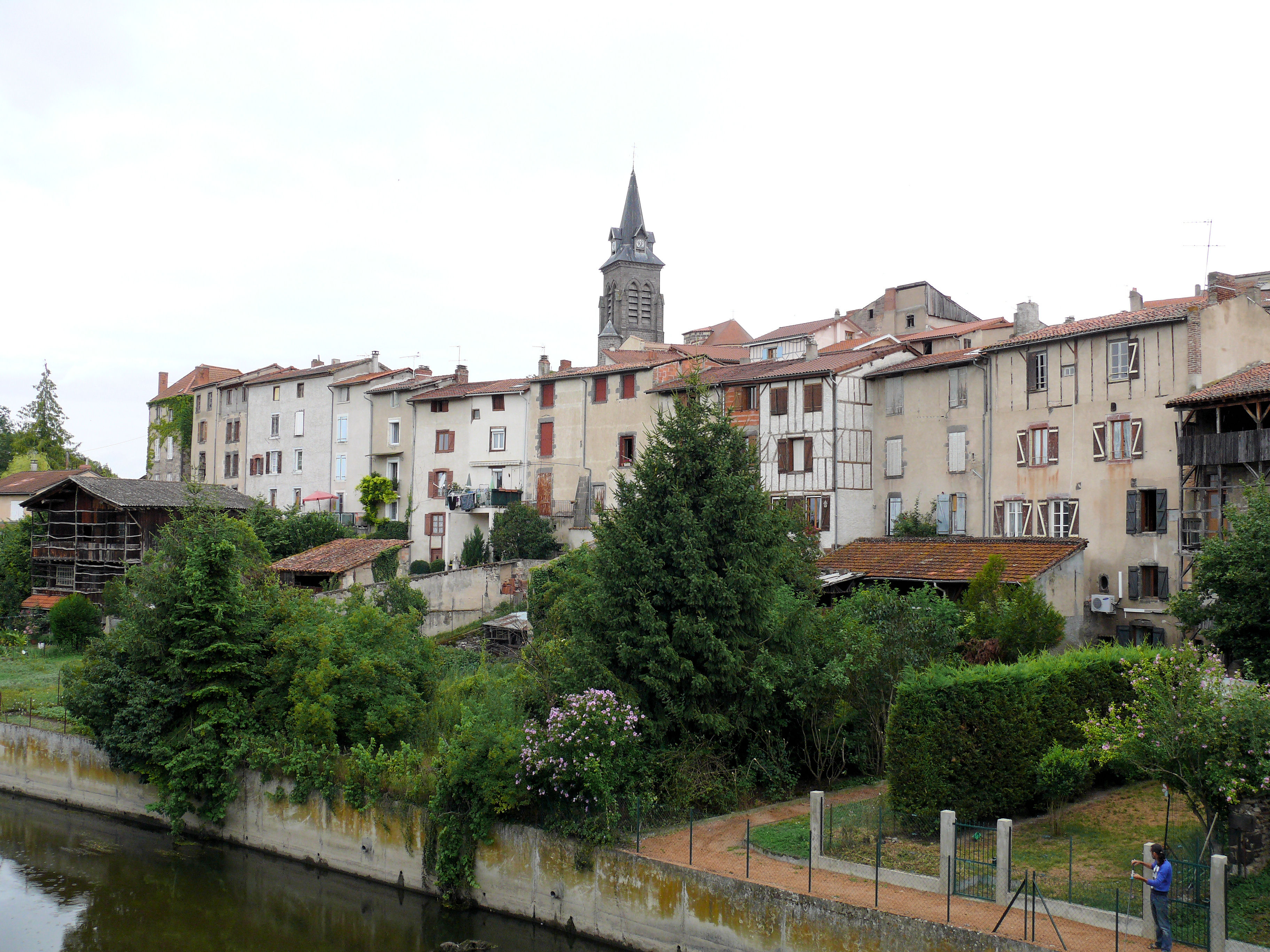
Maringues – Partie an der Morge